# Der Glöckner von Notre Dame (1939)
Der Glöckner von Notre Dame (Originaltitel: The Hunchback of Notre Dame) ist eine Literaturverfilmung der RKO Pictures aus dem Jahr 1939, die auf dem Roman Der Glöckner von Notre-Dame von Victor Hugo basiert. Der Film von William Dieterle gilt wegen seiner prachtvollen Ausstattung, liebevollen Details und darstellerischen Leistungen noch als die beste der zahlreichen Verfilmungen von Hugos Roman.

## Handlung
Paris im späten 15. Jahrhundert dem Wechsel vom Mittelalter zur Neuzeit: Der alte König Louis XI. und der einflussreiche Richter Jean Frollo besuchen eine neugeschaffene Buchdruckerei. Frollo äußert, die Druckerpresse zerstören zu wollen, doch der König tadelt ihn, dass man den Fortschritt nicht aufhalten könne. Auf Geheiß von Frollo ist den Zigeunern, die er verabscheut, der Eintritt in die Stadt Paris streng verboten worden. Dennoch gelingt es der jungen Zigeunerin Esmeralda, sich an den Wachen vorbei in die Stadt zu schleichen.
Beim alljährlichen Fest der Narren in Paris tanzt auch Esmeralda und erregt wegen ihrer außergewöhnlichen Schönheit die Aufmerksamkeit vieler Personen, darunter auch Quasimodos, des buckligen und missgestalteten Glöckners der Pariser Kathedrale Notre Dame. Oben über der Stadt fristet er ein einsames Dasein, zumal die abergläubischen Bewohner von Paris ihn für verflucht halten. Beim Fest wählen sie Quasimodo wegen seiner außergewöhnlichen Hässlichkeit zum König der Narren. Frollo, Quasimodos Ziehvater, ist vom bunten Treiben der Massen empört und nimmt den Glöckner zurück in das behütete Umfeld der Kirche.
Die Zigeunerin Esmeralda wird von den Pariser Wachen entdeckt, doch kann sie sich in die Kathedrale von Notre Dame retten. Dort wird sie vom freundlichen Erzbischof von Paris beschützt, bei dem es sich um Frollos älteren Bruder Claude handelt. Sie betet – erstmals in ihrem Leben – zur Gottesmutter Maria und äußert die Hoffnung, dass sie und die anderen Zigeuner nicht mehr verfolgt werden. Der König hört Esmeraldas Gebet zufällig und verspricht ihr, sich um die Angelegenheit zu kümmern. Richter Frollo hegt dennoch weiterhin Vorurteile gegen Esmeralda und andere Zigeuner, umso mehr, da er sich nicht eingestehen will, dass er sich zu der Schönen hingezogen fühlt. Frollo will Esmeralda zu Quasimodo in den Turm bringen, doch sie rennt vor dem Glöckner weg. Quasimodo fängt sie auf Befehl von Frollo wieder ein und trägt sie davon. Der arme Straßendichter Pierre Gringoire beobachtet das Geschehen und ruft um Hilfe. Daraufhin können die Pariser Truppen unter ihrem Hauptmann Phoebus Quasimodo wieder einfangen. Esmeralda ist gerettet und verliebt sich in den gutaussehenden Hauptmann. Durch ein Unglück gerät Gringoire wenig später in eine Organisation von Bettlern, angeführt von ihrem „König“ Clopin. Zunächst wollen die Bettler Gringoire hinrichten, doch Esmeralda – die bei den Bettlern lebt – verhindert das durch eine Heirat mit Gringoire, obwohl sie ihn nicht liebt.
Am nächsten Tag wird Quasimodo wegen der Entführung auf dem Marktplatz ausgepeitscht und gedemütigt. Während ihm sein eigentlicher Auftraggeber Frollo nicht zur Hilfe eilt, gibt Esmeralda dem Buckligen etwas Wasser, was seine Liebe zu ihr erweckt. Doch auch Frollo fühlt sich immer stärker zu Esmeralda hingezogen und gesteht ihr seine Liebe. Allerdings verbringt Esmeralda stattdessen lieber ihre Zeit mit dem eigentlich bereits verlobten Hauptmann Phoebus, obwohl sie weiß, dass Phoebus nur sexuell an ihr interessiert ist. Frollo beobachtet eifersüchtig die Liebesszene der beiden in einem Garten und tötet Phoebus. Die Zigeunerin Esmeralda wird daraufhin fälschlicherweise des Mordes an Phoebus angeklagt. Ihr Ehemann Gringoire und der Bettlerkönig Clopin stehen Esmeralda zwar bei, doch können sie zunächst nichts unternehmen. Zu allem Unglück wird ausgerechnet Frollo zum Richter des Prozesses gegen Esmeralda ernannt. Er verurteilt Esmeralda schließlich zum Tode, obwohl sie ihre Unschuld beteuert. Frollo beichtet seinem Bruder, dem Bischof, den Mord, gibt aber Esmeralda die Schuld daran, weil sie ihn zur Sünde verführt habe und eine Hexe sei.
Kurz vor ihrer Hinrichtung wird Esmeralda von Quasimodo in die Kathedrale gerettet. Esmeralda lebt fortan bei Quasimodo auf dem Glockenturm, und beide hegen Sympathie füreinander. Da der Erzbischof vom Mord seines Bruders weiß, aber wegen des Beichtgeheimnisses darüber schweigen muss, stellt er Esmeralda unter den Schutz seiner Kirche. Ein Großteil des Adels, abgesehen vom König, will dennoch Esmeralda hängen sehen. Gringoire und Clopin wenden unterdessen mehrere Methoden an, um Esmeralda zu retten: Während Gringoire mit Hilfe der Druckerpresse zahlreiche Schriften gegen eine Hinrichtung Esmeraldas veröffentlicht, ruft Clopin seine Bettler zum Sturm auf die Kathedrale zusammen. Der König und der Erzbischof lesen Gringoires Schriften, was Frollo dazu zwingt, dem König seinen Mord an Phoebus zu gestehen. Beim Sturm auf die Kathedrale entbrennt unterdessen ein Kampf zwischen Bettlern, Bürgern und Mönchen, bei denen zahlreiche Menschen sterben, unter ihnen auch Clopin. Frollo flüchtet sich in die Kirche und versucht, Esmeralda zu töten. Quasimodo kann seinen einstigen Ziehvater von der Spitze der Kathedrale werfen.
Esmeralda und ihr Volk der Zigeuner werden vom König begnadigt. Esmeralda kann Notre Dame verlassen und zusammen mit Pierre Gringoire, den sie inzwischen liebt, auf eine glückliche Zukunft hoffen. Quasimodo dagegen bleibt alleine und traurig auf dem Glockenturm von Notre Dame zurück.

## Vergleich zur Vorlage
Die Verfilmung weist einige Unterschiede zu der Erzählung von Victor Hugo auf, insbesondere in der Charakterzeichnung. Der Hauptschurke Claude Frollo ist hier nicht wie in Hugos Buch ein Geistlicher, sondern ein – wenn auch sehr glaubensstrenger – Richter. Offenbar geschah diese Änderung auch unter dem Eindruck des Hays Codes, der Vorschriften zur respektvollen Darstellung von Geistlichen machte. In Hugos Buch ist Frollos Bruder Jehan ein vom Charakter eher negativ gezeichneter Jugendlicher, während er hier als gutherziger älterer Bischof erscheint. Weiterhin sind die Figuren des Königs und des Dichters Pierre Gringoire im Film sympathischer angelegt als im Roman. Phoebus überlebt im Roman. Auch das Ende weicht ab: während im Buch Esmeralda und Quasimodo sterben, endet der Film verhältnismäßig versöhnlich.

## Produktionshintergrund
Der Film wurde vom 10. Juli bis zum 28. Oktober 1939 in den RKO-Studios Hollywood gedreht. Die Außenaufnahmen entstanden auf der RKO Ranch San Fernando Valley. Die Uraufführung erfolgte am 28. Dezember 1939 in der Radio City Music Hall, New York. In Deutschland war Der Glöckner von Notre Dame erstmals 1948 zu sehen.
Der Glöckner von Notre Dame war der erste amerikanische Film der 19-jährigen Irin Maureen O’Hara. Ihr Mitdarsteller Charles Laughton hatte die Schauspielerin persönlich entdeckt und hatte kurz zuvor mit ihr bereits Alfred Hitchcocks Thriller Riff-Piraten in Großbritannien gedreht. Laughton bestand bei RKO auf die Besetzung von O’Hara als Esmeralda, obgleich diese in den Vereinigten Staaten dem Publikum noch unbekannt war. Für Edmond O’Brien in der Rolle des Dichters Pierre bedeutete Der Glöckner von Notre Dame ebenfalls das Filmdebüt, außerdem war es der erste Film seit 1917 für Theaterstar Walter Hampden als Erzbischof.
Bevor Charles Laughton für die Rolle des Glöckners ausgewählt wurde, waren auch Bela Lugosi, Claude Rains, Orson Welles, Robert Morley und Lon Chaney Jr. – dessen Vater Lon Chaney Sr. den Glöckner bereits 1923 auf legendäre Weise verkörpert hatte – im Gespräch. Außerdem war Basil Rathbone zunächst für die Rolle des Frollo vorgesehen, konnte die Rolle jedoch aufgrund anderer Dreharbeiten und seines Vertrages mit Universal Studios nicht annehmen. Deshalb wurde sein britischer Landsmann Cedric Hardwicke verpflichtet.
Laughtons Make-up wurde von Perc Westmore gestaltet. Jeden Tag musste Laughton in einem Prozess von über zweieinhalb Stunden geschminkt werden. Die Situation für Laughton war umso schlimmer, da es ein besonders warmer Sommer war und es ihm unter dem Make-up und dem Buckel auf seinem Rücken besonders heiß wurde. Mit Kosten von rund 1,8 Millionen US-Dollar war dies der bis dahin teuerste Film von RKO Pictures. Allein der Nachbau von Notre-Dame durch den angesehenen Szenenbildner Van Nest Polglase kostete das Studio 250.000 US-Dollar. Trotz ihrer hohen Kosten wurde die Literaturverfilmung ein Erfolg und spielte über drei Millionen US-Dollar ein.

### Synchronisation
Die deutsche Synchronfassung entstand 1949 bei der Motion Picture Export Association unter Leitung von Franz Baldewein.
| Rolle               | Schauspieler     | Dt. Synchronstimme     |
| ------------------- | ---------------- | ---------------------- |
| Quasimodo           | Charles Laughton | Bum Krüger             |
| Esmeralda           | Maureen O’Hara   | Carola Höhn            |
| Richter Jean Frollo | Cedric Hardwicke | Ernst Schlott          |
| Pierre Gringoire    | Edmond O’Brien   | Til Kiwe               |
| Bettlerkönig Clopin | Thomas Mitchell  | Bum Krüger             |
| König Louis XI.     | Harry Davenport  | Hans Pössenbacher      |
| Bettlerkönigin      | Minna Gombell    | Edith Schultze-Westrum |

## Auszeichnungen
Der Film wurde 1940 für zwei Oscars in den Kategorien Beste Filmmusik und Bester Ton nominiert.

## Kritik
„Unverändert eindrucksvolle Verfilmung des dramatisch-romantischen Historienromans von Victor Hugo mit detailliert ausgeführtem Zeitkolorit, bewegten Massenszenen, brillanter Kameraführung und einer anrührenden Verkörperung der Titelrolle durch Charles Laughton. Unter den zahlreichen Filmfassungen wird diese der literarischen Vorlage und der historischen Atmosphäre am besten gerecht.“

„Zweite und gelungenste Verfilmung des Romans von Victor Hugo mit einem überragenden Laughton […]; einfühlsame Regie und überzeugende Besetzung in einem effektsicheren Klassiker der Romanverfilmung und des Kostümabenteuers. (Wertung: 2½ Sterne, gleich überdurchschnittlich)“

„Großangelegte Verfilmung […]. Bestialische Grausamkeiten. Erhebliche Reserven. (Einstufung: 2EE, gleich: Für Erwachsene, mit erheblichen Vorbehalten.)“

„Victor Hugos Roman in einer besonders durch die Schauspielkunst Charles Laughtons beeindruckenden Verfilmung. Wenn auch die epische Breite nicht immer bewältigt wurde und manche Gegenpole der abenteuerlich-dramatischen Handlung übertrieben erscheinen, so ist der Film wegen seiner dennoch vorhandenen formalen Qualitäten des Ansehens wert.“

## DVD-Veröffentlichung
Der Glöckner von Notre Dame. Kinowelt Home Entertainment 2004

## Soundtrack
Alfred Newman: The Hunchback of Notre Dame. Reconstructed Motion Picture Score. Auf: The Classic Film Music of Alfred Newman. Marco Polo/HNH, Unterhaching 1997, Tonträger-Nr. 8.223750 – digitale Stereo-Neueinspielung der rekonstruierten Filmmusik durch das Moskauer Sinfonie-Orchester unter der Leitung von William T. Stromberg.